# Jonas Dahl (forfatter)
 Der er flere personer med dette navn, se Jonas Dahl (flertydig).
Jonas Anton Dahl (født 14. august 1849 i Stavanger, død 5. maj 1919 i Kristiania) var en norsk præst og forfatter.
Dahl var en tid sømandspræst, senere præst hjemme i Norge, fra 1907 sognepræst i Ullern ved Kristiania. Af hans elskværdige forfatterskab, delvis efterklang af Jonas Lie, er fortællingen Cargadör Sahl bedst og mest kendt. Dahl har også skrevet adskillige salmer og andre digte, deriblandt den yndede mandskorsang Vestanveir.